# Klára Sebők

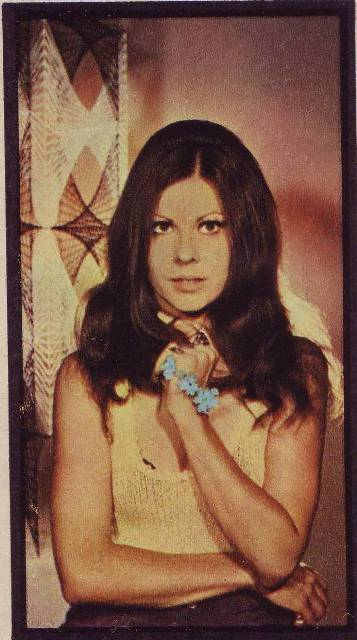
Klára Sebök

Klára Sebők (anhörenⓘ * 15. August 1942 in Szentegyháza, Königreich Ungarn) ist eine rumänische Schauspielerin ungarischer Herkunft.

## Leben
Klára Sebők war zunächst Mitglied einer Volkstanzgruppe in Târgu Mureș. Von 1963 bis 1967 studierte sie am István-Szentgyörgyi-Theaterinstitut in Târgu Mureș. Danach unterzeichnete einen Vertrag am Theater in Cluj, an dem sie zwanzig Jahre lang auf der Bühne stand. 1988 zog sie mit ihrem Mann Sándor Héjja nach Ungarn und wurde Mitglied des Ensembles am Nationaltheater in Pécs. Im Jahr 2000 wurde sie festes Mitglied des Ungarischen Staatstheaters in Cluj-Napoca.

## Bühnenrollen (Auswahl)
- Abby (Joseph Kesselring: Spitzenhäubchen und Arsenik; ungarisch Arzén és levendula)
- Ágnes (László Lőrinczi: A szerető)
- Amanda Wingfield (Tennessee Williams: Die Glasmenagerie; ungarisch Üvegfigurák)
- Cecilia (Imre Kálmán: Die Csárdásfürstin; ungarisch A Csárdáskirálynő)
- Cleopatra (William Shakespeare: Antonius und Cleopatra; ungarisch Antonius és Kleopátra)
- Dr. Eszter Pálos (Sándor Márai: Kaland)
- Enid (Alan Ayckbourn: Az ejnye-bejnye kórus)
- Ehefrau (Bohumil Hrabal: Ostře Sledované Vlaky; ungarisch Szigorúan ellenőrzött vonatok)
- Helena (Jean-Paul Sartre-Gyula Illyés: Die Troerinnen (nach Euripides); ungarisch A trójai nők)
- Helena, Präsidentin (Václav Havel: Das Memorandum; ungarisch Leírat)
- Ilma (Mihály Vörösmarty: Csongor és Tünde)
- Königin (Brüder Grimm: König Drosselbart; ungarisch  Rigócsőr király)
- Lehrerin (Viktor Jacobi: Sybill)
- Linda Loman (Arthur Miller: Tod eines Handlungsreisenden; ungarisch Az ügynök halála)
- Lisbeth (András Sütő: Egy lócsiszár virágvasárnapja)
- Madame de Montreuil (Mishima Yukio: Madame de Sade; ungarisch Sade márkiné)
- Maggie (Arthur Miller: Nach dem Sündenfall; ungarisch Bűnbeesés után)
- Mária (Péter Nádas-László Vidovszky: Találkozás)
- Monna Mea (Jenő Heltai: A néma levente)
- Mutter, (Ödön von Horváth: Geschichten aus dem Wienerwald; ungarisch Mesél a bécsi erdő)
- Nachbarin (Koreanische Legende: Sárkányló, a hegyek ura bemutató plakát (Drachenpferd, der Herr der Berge))
- Sinaida Michailowna, Filmschauspielerin (Michail Bulgakow: Iwan Wassiljewitsch; ungarisch Iván, a rettentő)
- Zsófia (Sándor Hunyadi, Károly Szakonyi: A három sárkány)

## Filmografie
- 1970: Ítélet
- 1971: Mihai Viteazul
- 1972: Atunci i-am condamnat pe toți la moarte
- 1972: Conspirația
- 1973: Departe de Tipperary
- 1974: Holnap lesz fácán
- 1974: Ein seltsamer Agent (Agentul straniu)
- 1974: Capcana
- 1980: Al treilea salt mortal
- 2002: Sobri
- 2005: Kivilágos kivirradtig (Fernsehfilm)

## Schriften
- Klára Sebők: Komiszkenyér – egy színésznő emlékszakácskönyve. Cluj-Napoca 2014, ISBN 978-973-1960-76-0 (ungarisch).